# Maurice Prax
Pour les articles homonymes, voir Prax.
Maurice Prax, né le 1er juillet 1881 à Tours (Indre-et-Loire) et mort le 12 mars 1962 à Saint-Germain-du-Val, est un écrivain français.
Grand reporter, il voyage en Italie, en Espagne, en Russie, en Turquie, au Maroc, au Brésil... Journaliste au Petit Parisien, rédacteur en chef du Matin et du magazine La Vie parisienne, la verve de ses chroniques a été le modèle d'Alexandre Vialatte. 
Ami de Victor Fonfreide, il fut un des fondateurs en 1908 de La Veillée d'Auvergne avec Eugène de Ribier et Augustin de Riberolles. Il fut également directeur de la Revue des Poètes.

## Biographie
Issu d'une famille d'officiers, il était le dernier des fils du général Léon Prax (1834 - 1927) et de Laure Delmas, le seul qui n'ait pas aussi fait une carrière d'officier. Il vécut dans les différentes villes de garnison où était affecté son père, mais passait toutes ses vacances en Haute-Auvergne à Reilhac où son grand-père, le général Jean-Louis Prax (1786 - 1877) possédait le château de Messac.

## Œuvres

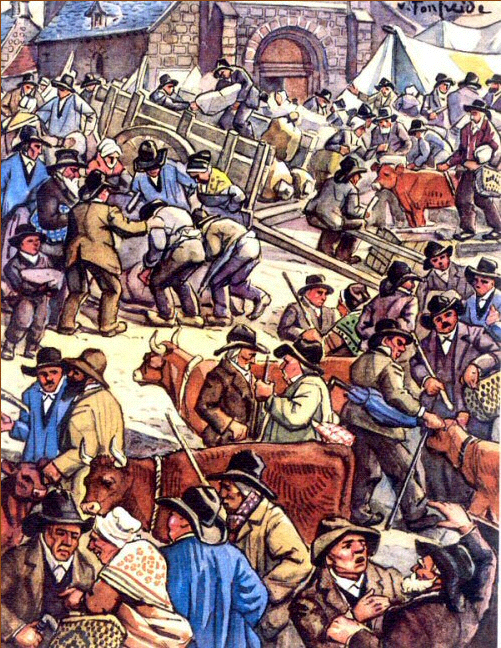
La foire de Mandailles, illustration de Auvergne et Auvergnats, par Victor Fonfreide.

- Auvergne et Auvergnats, 1932, illustrations par Victor Fonfreide, ed Jean Cussac.
- Le Browning et l'amour. suivi de Manuel du parfait automobiliste, 1928, Paris, Flammarion, 244 p.
- Sur les Bords de la Riviera, anecdotes et carnet de voyage. Cassis, Le Ciotat, Saint-Cyr, Bandol, Sanary, Tamaris, Le Seyne, Toulon, Carqueiranne, San Salvadour, Hyères, Port-Cros, Porquerolles, Bormes, Le Lavandou, Vallauris, Saint-Tropez, Saint-Clair, Aiguebelle, La Canadel, Le Rayol, Cavalaire, Cogolin, Sainte-Maxime, Draguignan, Saint-Raphael, Cannes, Saint-Honorat, Sainte-Marguérite, Juan-les-Pins, Antibes, Nice, Cagnes, Saint-Paul, Vence, Grasse, Villefranche, Cap Ferrat, Beaulieu, Monaco, Montecarlo, Menton, Paris, 1946, Paris, éd. Montaigne, 252 p.
- J'ai parcouru tout seul, 1952, Montourcy, Paris, 52 p.
- Petit catéchisme de campagne: austro... turco... Bulgaro... (Boches!), collectif de La Vie Parisienne no 28, 1916.
- Justice est faite, avec Gabriel Tallet, comédie jouée en 1909 au Théâtre du Grand guignol à Paris.
- Le Coffre-fort, ou les Porte-plume-fume-cigare, comédie en 1 acte, avec Gabriel Tallet, 1914, éditions G. Ondet.